# Jürgen Haase (Leichtathlet)

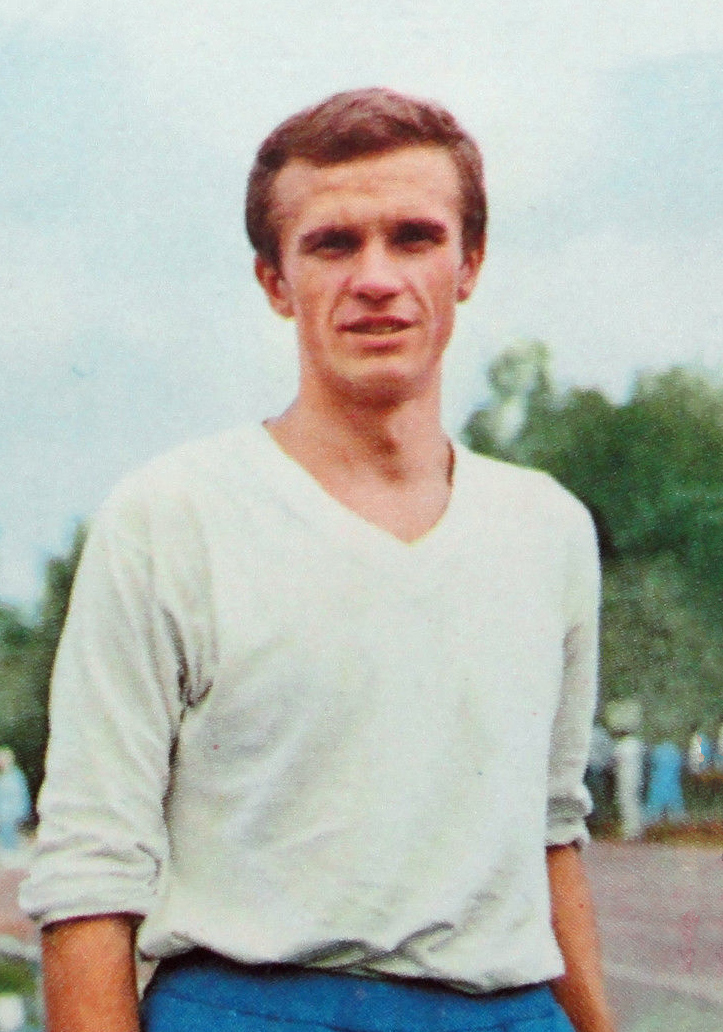
Jürgen Haase (1968)

Jürgen Haase (* 19. Januar 1945 in Friedersdorf) ist ein ehemaliger deutscher Leichtathlet und Olympiateilnehmer, der – für die DDR startend – in den 1960er und 1970er Jahren zu den weltbesten Langstreckenläufern gehörte. Zweimal in Folge, 1966 und 1969, wurde er Europameister im 10.000-Meter-Lauf.

## Werdegang
Jürgen Haase trainierte unter Günter Büttner nach der in Europa seinerzeit noch wenig bekannten neuseeländischen Ausdauermethode (siehe Arthur Lydiard) und wurde damit 1965 überraschend DDR-Meister im 10.000-Meter-Lauf.
Bei den Europameisterschaften 1966 in Budapest überredete ihn sein Mannschaftskamerad Jürgen May, gegen eine Prämie von 500 Dollar im 10.000-Meter-Endlauf nicht seine gewohnten adidas-Laufschuhe zu tragen, sondern die des Herstellers Puma. Der Vorfall wurde zu einem sportpolitischen Skandal, in dessen Verlauf Jürgen Haase von der DDR-Sportführung begnadigt, Jürgen May hingegen aus der DDR-Nationalmannschaft ausgeschlossen wurde.
Die Olympischen Spiele 1972 in München entgingen ihm, nachdem er sich in Paris in einem Wettkampf an den Spikes eines anderen Läufers verletzte und sich eine Blutvergiftung zuzog.
Für seinen Sieg bei den Europameisterschaften 1969 wurde Haase mit dem Vaterländischen Verdienstorden in Silber ausgezeichnet.
Jürgen Haase startete für den SC Leipzig. In seiner Wettkampfzeit war er 1,76 m groß und 62 kg schwer.
Nach seinem Rücktritt vom aktiven Sport 1973 war er zunächst im Kundendienst und Vertrieb für Medizintechnik tätig. Später studierte er an der DHfK und wurde Trainer. Beim SC Dynamo Berlin betreute er u. a. die 10.000-Meter-Läuferin Kathrin Ullrich (Weltmeisterschafts-Dritte 1987) und den 800-Meter-Läufer Detlef Wagenknecht (Weltcup-Dritter 1981, Europacup-Zweiter 1983).
Nach dem Ende der DDR war er zunächst Stützpunkttrainer des Deutschen Leichtathletik-Verbandes. 1992 wurde er entlassen. Danach war er in mehreren Arbeitsbeschaffungsmaßnahmen tätig.

## Starts bei internationalen Höhepunkten
- 1964, Junioreneuropameisterschaften: Platz 1 im 1500-Meter-Lauf (3:52,4 min); Platz 1 im 3000-Meter-Lauf (8:25,4 min)
- 1966, Europameisterschaften: Platz 1 im 10.000-Meter-Lauf (28:26,0 min); Platz 11 im 5000-Meter-Lauf (13:55,6 min)
- 1967, Europacup-Finale: Platz 1 im 10.000-Meter-Lauf (28:54,2 min); Platz 2 im 5000-Meter-Lauf (15:27,8 min)
- 1968, Olympische Spiele: Platz 15 im 10.000-Meter-Lauf (30:24,0 min)
- 1969, Europameisterschaften: Platz 1 im 10.000-Meter-Lauf (28:41,6 min)
- 1970, Europacup-Finale: Platz 1 im 10.000-Meter-Lauf (28:26,8 min)
- 1971, Europameisterschaften: Platz 2 im 10.000-Meter-Lauf (27:53,4 min)

## DDR-Meisterschaften
- 10.000-Meter-Lauf: 1965, 1966, 1968, 1970, 1972 und 1973 Platz 1
- 5000-Meter-Lauf: 1969 Platz 1, 1973 Platz 2
- Crosslauf, lange Strecke: 1966 Platz 2, 1967, 1968, 1969 und 1972 Platz 1
- Hallen-Meisterschaften, 3000-Meter-Lauf: 1965 und 1966 Platz 2, 1970 Platz 3

## Rekorde
- 10.000-Meter-Lauf

- DDR-Rekord: 28:12,6 min, 25. Mai 1966, Leipzig
- Europarekord: 28:04,4 min, 21. Juli 1968, Leningrad
- DDR-Rekord: 27:53,36 min, 10. August 1971, Helsinki

- 15-Kilometer-Straßenlauf

- DDR-Rekord: 43:45,2 min, 21. April 1974, Sachsenhausen (bestehende deutsche Bestleistung, Stand: Mai 2007)

- 20-Kilometer-Straßenlauf

- DDR-Rekord: 58:56 min, 1973

- Stundenlauf

DDR-Rekord: 20.393 m, 6. Mai 1973, Dresden